# Brahim Dahane
Brahim Dahane, född 1965, är en människorättsaktivist från Västsahara.
Brahim Dahane har grundat människorättsorganisationen Asociación Saharui de Victimas de Violaciones Graves de los Derechos Humanos Cometidas por el Estado Marroqui (ASVDH). Han har under långa perioder suttit fängslad och även blivit utsatt för tortyr..
Brahim Dahane fick 2009 års pris till minne av Per Anger, nominerad av svenska avdelningen av Internationella Juristkommissionen. Juryns motivering lät: "För att i konflikten mellan Marocko och Polisario rörande Västsahara uthålligt med fredliga medel och personligt mod riskerat sitt liv i kampen för mänskliga rättigheter".